# جاش بنسون
جاش بنسون (انگلیسی: Josh Benson؛ زادهٔ ۵ دسامبر ۱۹۹۹) بازیکن فوتبال است.
از باشگاه‌هایی که در آن بازی کرده‌است می‌توان به باشگاه فوتبال گریمزبی تاون اشاره کرد.